# Conus biliosus
Espèce
Statut de conservation UICN

 LC  : Préoccupation mineure
Conus biliosus est une espèce de mollusques gastéropodes marins de la famille des Conidae.
Comme toutes les espèces du genre Conus, ces escargots sont prédateurs et venimeux. Ils sont capables de « piquer » les humains et doivent donc être manipulés avec précaution, voire pas du tout.

## Description
La taille d'une coquille adulte varie entre 25 mm et 64 mm. La petite coquille est lisse et striée en dessous. Sa couleur est blanc jaunâtre, avec des rangées tournantes de taches châtaignes quadrangulaires, parfois partiellement voilées, de manière à former des bandes de nuages châtaignes. La spire est maculée. 

## Distribution
Cette espèce est présente dans l'océan Indien occidental (de l'Afrique du Sud à la Somalie) et au large de l'Inde et du Sri Lanka ; dans l'océan Pacifique, de l'Indonésie aux Philippines, en Papouasie-Nouvelle-Guinée, dans les îles Salomon et dans le Queensland et le Territoire du Nord, en Australie.

### Niveau de risque d’extinction de l’espèce
Selon l'analyse de l'UICN réalisée en 2011 pour la définition du niveau de risque d'extinction, cette espèce se trouve le long de la côte est de l'Afrique, y compris à Madagascar, et de l'Inde et des Philippines jusqu'aux îles Salomon et à la côte nord de l'Australie. Cette espèce est peu commune dans sa vaste aire de répartition géographique dans l'Indo-Pacifique.

## Galerie

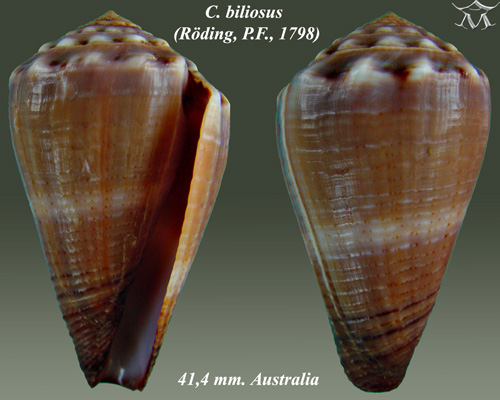
Conus biliosus.
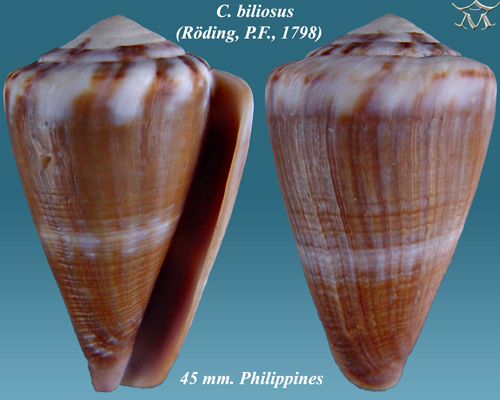
Conus biliosus.
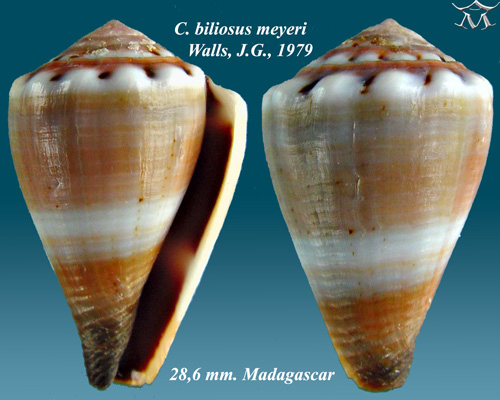
Conus biliosus meyeri.
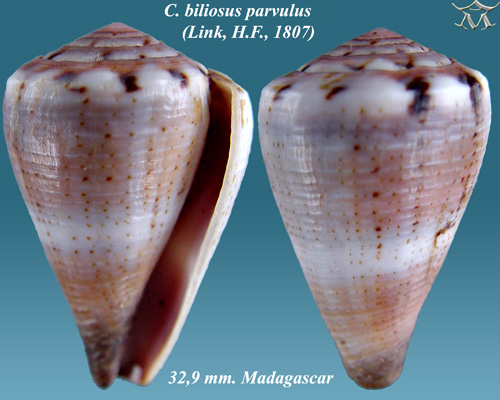
Conus biliosus parvulus.

## Taxonomie

### Publication originale
L'espèce Conus biliosus a été décrite pour la première fois en 1798 par le malacologiste allemand Peter Friedrich Röding (1767-1846) dans la publication intitulée « Catalogus cimeliorum e tribus regnis naturæ quæ olim collegerat Joa »,.

### Synonymes
- Conus (Splinoconus) biliosus (Röding, 1798) · appellation alternative
- Conus concinnus G. B. Sowerby II, 1866 · non accepté
- Conus piperatus Dillwyn, 1817 · non accepté
- Conus punctatus Hwass, 1792 · non accepté
- Conus roseus Lamarck, 1810 · non accepté
- Conus sapphirostoma Weinkauff, 1874 · non accepté
- Cucullus biliosus Röding, 1798 · non accepté (combinaison originale)
- Dendroconus (Splinoconus) neoroseus da Motta, 1993 · non accepté
- Dendroconus biliosus (Röding, 1798) · non accepté
- Dendroconus neoroseus da Motta, 1993 · non accepté
- Lividoconus biliosus (Röding, 1798) · non accepté
- Splinoconus biliosus (Röding, 1798) · non accepté

### Sous-espèces
- Conus biliosus biliosus (Röding, 1798)
- Conus biliosus meyeri Walls, 1979
- Conus biliosus parvulus Link, 1807
- Conus biliosus ardisiaceus Kiener, 1845, accepté en tant que Conus ardisiaceus Kiener, 1850

## Identifiants taxonomiques
Chaque taxon catalogué par les bases de données biologiques et taxonomiques possède un identifiant qui permet d'établir un point de référence. Les identifiants de Conus biliosus dans les principales bases sont les suivants :
AFD : Conus_(Splinoconus)_biliosus - BOLD : 456499 - CoL : XWZX - GBIF : 5795828 - iNaturalist : 431872 - IRMNG : 10886719 - NCBI : 536699 - TAXREF : 94324 - UICN : 192420 - 